# Hậu chiến tranh

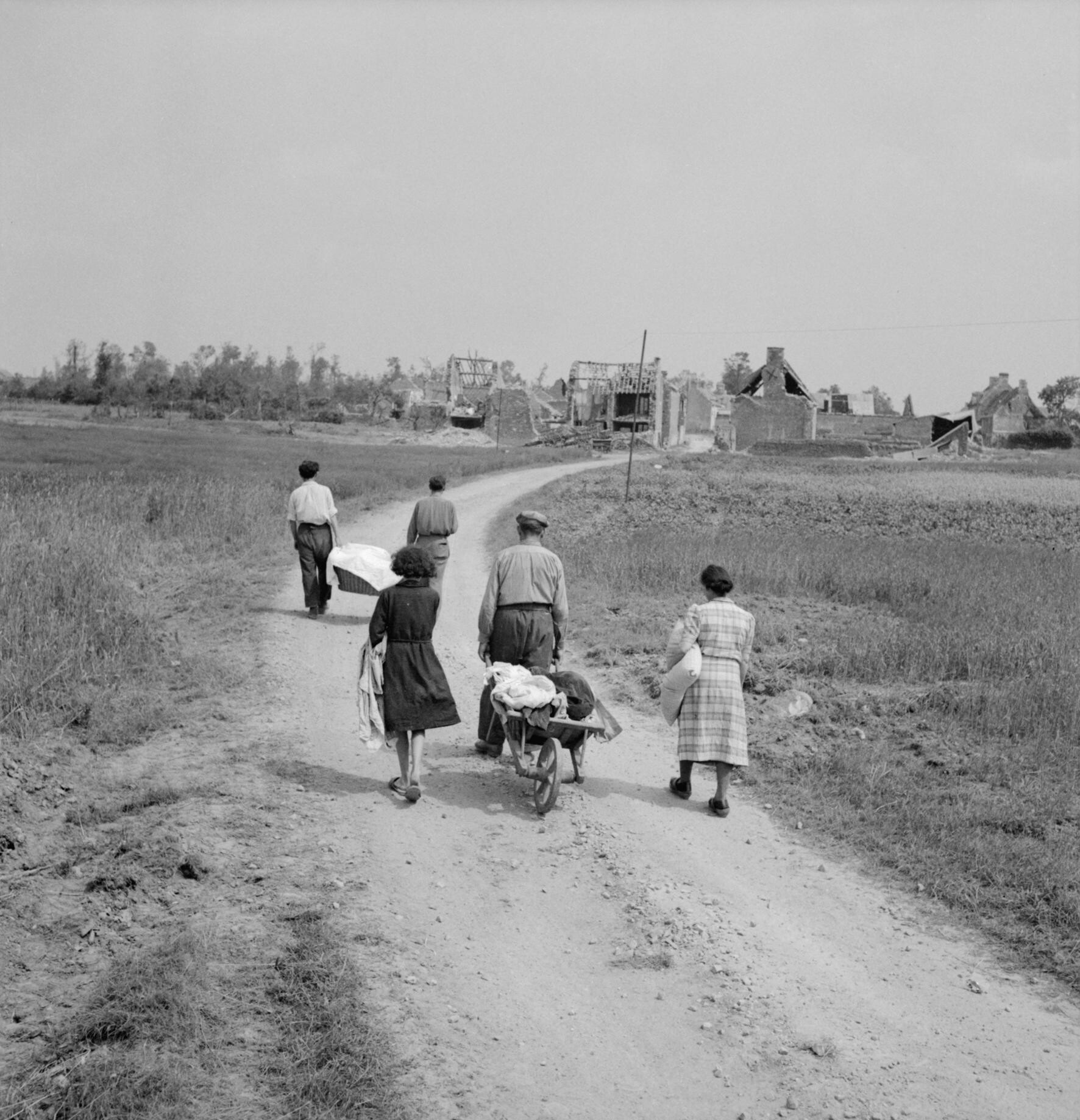
Một gia đình Pháp trở về làng Buron, phía tây bắc Caen, nơi đã bị phá hủy hoàn toàn trong chiến đấu, ngày 18 tháng 7 năm 1944.

Hậu chiến tranh, hay thời kỳ hậu chiến (tiếng Anh: post-war) là khoảng thời gian ngay sau khi một cuộc chiến tranh kết thúc. Thuật ngữ này thường được sử dụng để đề cập đến một khoảng thời gian sau Thế chiến II – sự kiện kết thúc vào năm 1945. Một khoảng thời gian hậu chiến tranh có thể trở thành một giai đoạn giữa hai cuộc chiến tranh, khi một cuộc chiến tranh giữa các bên tương tự tiếp tục diễn ra vào một thời điểm sau đó (như khoảng thời gian giữa Thế chiến I và Thế chiến II). Ngược lại, thời kỳ hậu chiến đánh dấu sự chấm dứt hoàn toàn xung đột vũ trang..